# (2732) Витт
(2732) Витт (нем. Witt) — астероид главного пояса. Он был открыт 19 марта 1926 года немецким астрономом Максом Вольфом в обсерватории Хайдельберг в Германии и назван в честь немецкого астронома Карла Витта.

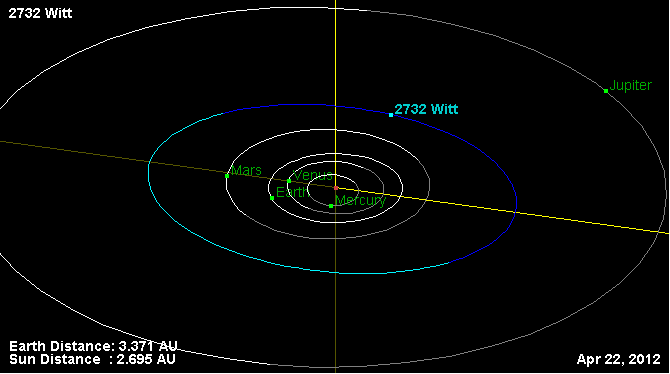
Орбита астероида Витт и его положение в Солнечной системе